# Takács Zalán
Takács Zalán (1995. február 19. –) magyar színész.

## Életpályája
1995-ben született. A Gór Nagy Mária Színitanodában tanult. Több színházban is játszik vendégként. Televíziós és reklámszerepeket is vállal.

## Filmes és televíziós szerepei
- Hacktion: Újratöltve (2012) ...Gábor
- Jóban rosszban (2016-2019)[3] ...Marosi Dániel "Deka"
- Kincsem (2017) ...Részeg ember
- A pince (2017) ...Kolos
- Trezor (2018) ...Segédtiszt
- Korhatáros szerelem (2018)
- Most van most (2019) ...Tibesz
- Drága örökösök (2020) ...Recepciós
- Űrpiknik (2021)
- Oltári történetek (2022) ...Tamás
- Kék róka (2022) ...Taxisofőr
- Valami Amerika (2023) ...Böfi
- …a szomszéd tehene (2024) ...büfés
- S.E.R.E.G. (2024) ...Festő Pisti